# Cremastocheilus squamulosus
Cremastocheilus squamulosus är en skalbaggsart som beskrevs av Leconte 1858. Cremastocheilus squamulosus ingår i släktet Cremastocheilus och familjen Cetoniidae. Inga underarter finns listade i Catalogue of Life.